# 신정휘
신정휘(2001년 11월 15일~)는 대한민국의 다이빙 선수이다.

## 경력
서울성일초등학교, 서울체육중학교, 서울체육고등학교를 졸업했으며 초등학교 시절부터 다이빙을 했다. 고교 졸업 후인 2020년에 국민체육진흥공단 다이빙팀에 입단했다.
2023년 8월 중국 청두에서 열린 유니버시아드 대회에 참가했으며 해당 대회에서 은메달 1개, 동메달 3개를 획득했다. 그는 남자 단체전에서 대한민국팀의 일원으로 은메달을 획득했으며 남자 10m 플랫폼 종목에서 중국의 황쯔간과 양링의 뒤를 이어 동메달을 획득했다. 또한 김나현과 함께 10m 싱크로 플랫폼과 혼성 단체전에서 동메달을 획득했다.
이듬해인 2024년 2월 카타르 도하에서 열린 2024년 세계 선수권 대회에서 10m 플랫폼 18위에 올랐다.